# Василий Константинович (князь рязанский)
Василий Константинович (ум. 1308) — князь рязанский (1301—1308), сын князя рязанского Константина Романовича.
Вероятно Василий смог занять рязанский престол раньше других старших внуков Романа Ольговича по стечению обстоятельств.
В 1301 года после пленения московским князем Даниилом его отца Константина Романовича исполнять обязанности законного князя мог только сын.
После смерти Константина Романовича в 1306 году Василий сумел сохранить свою власть, несмотря на претензии пронских князей Ивана и Михаила Ярославича.
В 1308 году во время визита в орду Василий Константинович был убит татарами, вероятно при участии пронских князей.